# Appleford
Appleford, ook Appleford on Thames of Appleford-on-Thames, is een civil parish in het bestuurlijke gebied Vale of White Horse, in het Engelse graafschap Oxfordshire met 350 inwoners.

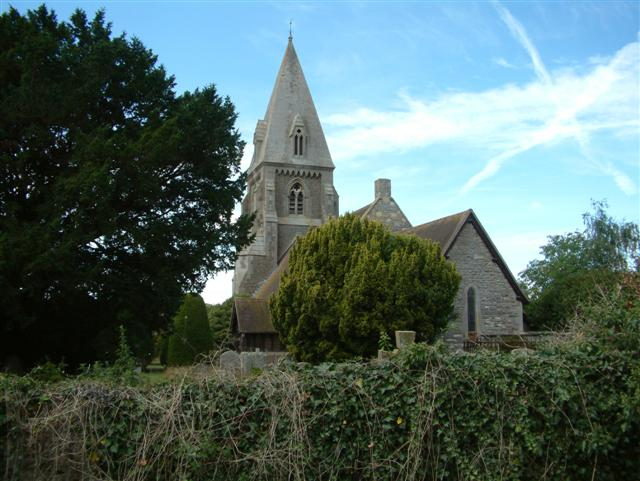
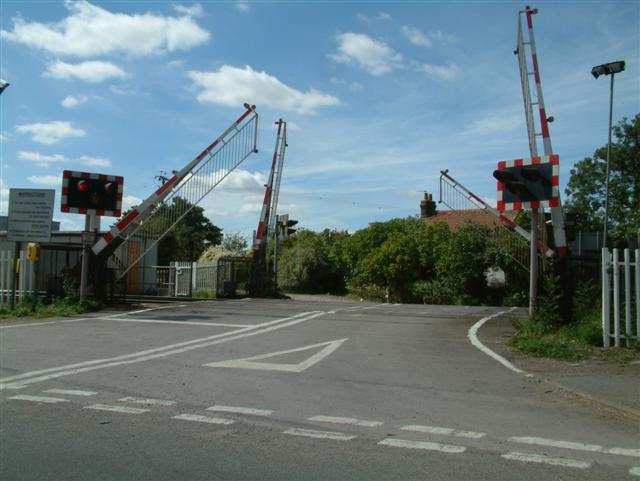
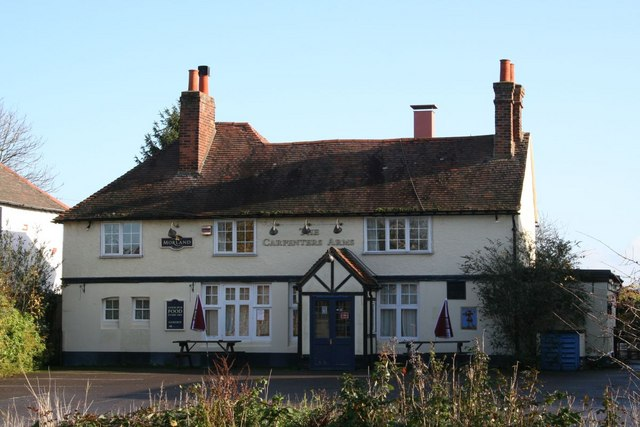